# Xavier Barcons
Xavier Barcons (* 1959 L'Hospitalet de Llobregat) je astronom španělského původu. Od září 2017 zastává funkci ředitele Evropské jižní observatoře v Chile.
Vystudoval španělskou Universidad de Cantabria v Santanderu; doktorát získal na Universitat de Barcelona. Zabýval se především rentgenovou astronomií, kvasary a intergalaktickým médiem. Podílel se na projektech rentgenových družic XMM-Newton, IXO (zrušený) a ATHENA (připravovaný).
S Evropskou jižní observatoří spolupracuje od roku 2007. V letech 2012–2014 byl předsedou rady této instituce.
Xavier Barcons je ženatý a má dvě děti.